# Hartigia etorofensis
Hartigia etorofensis is een vliesvleugelig insect uit de familie van de halmwespen (Cephidae). De wetenschappelijke naam van de soort is voor het eerst geldig gepubliceerd in 1955 door Takeuchi.